# Südkoreanische Badmintonmeisterschaft 1988
Die Südkoreanische Badmintonmeisterschaft 1988 fand Ende Dezember 1988 in Busan statt. Es war die 31. Austragung der nationalen Titelkämpfe  im Badminton Südkoreas.

## Finalergebnisse
| Disziplin    | Sieger                        | Finalist                      | Ergebnis     |
| ------------ | ----------------------------- | ----------------------------- | ------------ |
| Herreneinzel | Sung Han-kuk                  | Kang Seon-gi                  | 15-8, 15-7   |
| Dameneinzel  | Lee Young-suk                 | Hwang Hye-young               | 11-8, 11-6   |
| Herrendoppel | Park Joo-bong Lee Deuk-choon  | Sung Han-kuk Lee Sang-hee     | 18-16, 15-13 |
| Damendoppel  | Kim Yun-ja Chung Myung-hee    | Hwang Hye-young Jo Young-sook | 15-7, 15-11  |
| Mixed        | Park Joo-bong Chung Myung-hee | Lee Deuk-choon Chung So-young | 15-4, 15-4   |